# Psicologia umanistica
La psicologia umanistica, conosciuta anche con l'appellativo di terza forza, in quanto alternativa sia al comportamentismo sia alla psicologia dinamica, si sviluppa nell'ambito del pensiero psicologico con una prospettiva sociale agli inizi degli anni settanta negli USA, ad opera di alcuni psicologi tra cui Abraham Maslow e Carl Rogers, che individuarono nel bisogno di crescita e di affermazione le principali spinte di ogni comportamento umano e nel senso di autostima il presupposto fondamentale dell'equilibrio personale.
La definizione di "psicologia umanistica" fu coniata nel 1954 da un gruppo di psicologi, guidati da Abraham Maslow, durante l'atto di fondazione dell'Associazione di Psicologia Umanistica, il cui programma prevedeva di "studiare le dinamiche emozionali e le caratteristiche comportamentali di un'esistenza umana piena e vitale".
La psicologia umanistica affonda le sue radici nella versione americana del romanticismo e nel pensiero del filosofo Ralph Waldo Emerson.

## Principi della psicologia umanistica
Il manifesto della "Associazione di Psicologia Umanistica", formulato da  Charlotte Buhler e James Bugental nel 1964, prevedeva alcuni punti fondamentali:
- L'elemento primario della psicoterapia è la persona, studiata nella sua interezza, oltreché l'esperienza e la comprensione, come oggetto e strumento di indagine, che relega in un ruolo secondario sia le interpretazioni sia il comportamento manifesto;
- In contrapposizione a una visione dell'essere umano meccanicista e determinista, è necessario valorizzare l'autorealizzazione, la creatività, le scelte.
- Valorizzazione della dignità della persona e dello sviluppo del suo potenziale latente.

Grazie all'iniziativa di Maslow e Rogers nacquero o aderirono nuove correnti psicoterapeutiche (rogersiana, gestalt, bioenergetica, analisi transazionale), che seppur diverse tra loro, serbavano un comune denominatore: l'attenzione sull'emozione e sull'esperienza.
Un'altra innovazione apportata dalla scuola umanistica consiste in un ampio uso della terapia di gruppo, del gruppo esperienziale e del gruppo d'incontro.

## Rogers
La psicologia umanistica prese avvio soprattutto tramite l'opera di Carl Rogers che, nel 1951, con la pubblicazione del libro "La terapia centrata sul cliente", ne illustrò i fondamenti teorico/pratici: la malattia mentale nelle sue varie forme altro non sarebbe che una distorsione dello sforzo che l'individuo compie per attuare le proprie potenzialità. Diversamente, se vi è corrispondenza tra gli attributi che il soggetto crede di possedere e quelli che effettivamente possiede, egli potrà svilupparsi in modo unitario, autonomo e soddisfacente. Questa piena e totale fiducia nelle capacità di autorealizzazione del cliente è definita tendenza attualizzante ed è uno dei principi alla base dell'Approccio Centrato sulla Persona. Su tale base, il metodo suggerito da Rogers è la Terapia non direttiva e, nel tenere sempre conto delle tendenze vitali dell'individuo, si limita a creare nel cliente (accompagnandolo con empatia) le condizioni necessarie a favorirne la crescita. Il terapeuta non mostra al cliente il proprio punto di vista, ma assume il punto di vista del cliente che in questo modo si sente meglio compreso e apprezzato e lascia quindi emergere pensieri o sensazioni più profonde che prima temeva di portare a livello cosciente e verbalizzare.
L'approccio con il paziente, chiamato cliente per sottolinearne il potere personale di scelta che viene restituito alla persona, deve quindi essere basato su 3 elementi:
- Congruenza:: può essere definita come una sorta di genuinità e onestà del terapeuta. Egli si mostra per quello che è, senza nascondersi dietro il proprio ruolo o le regole imposte dalla situazione. Questo non significa non avere filtri ed essere completamente sinceri, bensì non mentire e non dissimulare, in primis a se stessi, i propri sentimenti.
- Empatia: il terapeuta entra in sintonia con il cliente, ne comprende i sentimenti e i pensieri e li prova "come se" fossero i propri. Il terapeuta restituisce la propria percezione al cliente e lo aiuta a diventare più consapevole dei propri stati d'animo.
- Accettazione positiva incondizionata: il terapeuta accetta, anche se non approva, il punto di vista del cliente. Viene data dignità alla verità del cliente, anche se questa può sembrare molto distante dalla realtà o dai valori del terapeuta, il quale si astiene da qualunque giudizio o valutazione. È a volte anche definita sospensione del giudizio.

Questi tre elementi sono profondamente intrecciati e complementari, tanto che l'uno senza l'altro risulta inefficace e improduttivo.

## Maslow
Abraham Maslow è forse il più brillante esponente di questo movimento, da lui definito "Terza forza", in alternativa alle due psicologie allora imperanti, la psicoanalisi classica e il comportamentismo positivistico.
L'idea centrale che coagula l'operato di scuole e autori per tanti versi divergenti, nella grande corrente della psicologia umanistica, è il tentativo di definire un nuovo concetto di "salute". L'individuo "sano", in questa prospettiva, sarebbe colui che giunge alla propria "autorealizzazione", al pieno sviluppo delle proprie potenzialità, colui che diventa ciò che è e non un semplice "adattato". Maslow afferma:
"In sostanza respingo deliberatamente la nostra presente, e troppo facile, distinzione tra malattia e salute, almeno per quanto riguarda i sintomi superficiali. Essere ammalati significa forse accusare sintomi? Ebbene, sostengo che la malattia può consistere nel non accusare alcun sintomo quando dovrei accusarlo. E la salute, significa esser privi di sintomi? Lo nego. Quale dei nazisti ad Auschwitz o a Dachau era in buona salute? Quelli con la coscienza tormentata, o quelli la cui coscienza appariva loro chiara, limpida serena? In quella condizione, una persona profondamente umana era possibile non avvertisse conflitto, sofferenza, depressione, furia e così via? In una parola, se mi direte di avere un problema di personalità, prima di avervi conosciuto meglio non sarò affatto certo se dovrò dirvi 'bene!' oppure 'mi dispiace'".
In questa direzione, lo stesso autore, in Motivazione e personalità, ha descritto una serie di tratti che a suo parere connotano le persone in via di autorealizzazione, cioè coloro che vanno oltre la 'normalità', coloro che sono realmente "sani". Questi individui manifestano caratteristiche che vanno da una più accurata percezione della realtà all'assenza di atteggiamenti difensivi e artificiosi, da una fondamentale semplicità e naturalezza, a una maggiore capacità di distacco e autonomia dall'ambiente, da un'intelligenza critica e creativa, a una disposizione a instaurare relazioni più collaborative, ricche e liberanti, e così via.

## Altri protagonisti
Altre scuole psicologiche inquadrabili nel paradigma umanista, o che ne hanno subito l'influenza, sono:
- la logoterapia di Viktor Frankl
- la psicosintesi di Roberto Assagioli
- la psicoanalisi umanista di Erich Fromm
- la psicoterapia della Gestalt di Fritz Perls
- l'analisi transazionale di Eric Berne
- la psicologia esistenziale di Ludwig Binswanger, che a differenza delle scuole americane, si è sviluppata in Europa
- Rollo May, che sta a metà tra la corrente umanista ed esistenzialista
- la scuola “classica” di psicologia analitica di Marie-Louise von Franz
- la psicologia Umanistica-Esistenziale di Luigi De Marchi